# Hypnum submolluscum
Hypnum submolluscum är en bladmossart som beskrevs av Bescherelle 1892. Hypnum submolluscum ingår i släktet flätmossor, och familjen Hypnaceae. Inga underarter finns listade i Catalogue of Life.